# 룽양루역
룽양루역(중국어 간체자: 龙阳路站, 정체자: 龍陽路站,영어: Longyanglu Station)은 중화인민공화국 상하이시 푸둥신구 룽양로·바이양로 교차로에 있는 상하이 지하철역과 상하이 자기부상 시범운영선의 역이다. 시내의 출발역이 되고 있으며, 푸둥 국제공항역 행까지 30km의 공항을 8분 이내로 연결한다.
상하이 지하철 2호선, 7호선, 16호선은 이 역에서 환승이 가능며, 자기부상역은 역 외부에서만 환승이 가능하다. 건설중인 18호선이 이 역을 지나며, 향후 개통시 상하이 지하철 최초의 5선 환승역이 된다. 이 역은 1999년 9월 20일 2호선 1단계 공사와 함께 시험 개통되었다.

## 역사
- 1999년 9월 20일: 2호선이 운행을 개시함에 따라 2호선의 시·종착역으로 개업하였다. 2000년 12월 27일 2호선 동부연장구간(룽양루-장장가오커)이 개통되면서 더 이상 시·종착역이 아니게 되었다.[2]
- 2002년 12월 31일: 상하이 자기부상 시범운영선 룽양루-푸둥 국제공항 구간이 개통하여 자기부상역이 개업하였다.[3]
- 2009년 12월 5일 : 7호선역이 개업하여 본역은 자기부상, 2, 7호선의 환승역이 됨.[4]
- 2014년 12월 28일 : 16호선 역이 개업하여 3선 환승역(자기부상 제외)이 됨. 16호선 개통 후 룽양루역은 환승객의 큰 흐름으로 인해 기존 환승통로로는 부족하여 2015년 16호선 서대합실을 확장 개조하고 2호선 5번 출구를 연결하는 서부 환승 육교를 새로 건설하였다.[5]

## 역 구조
룽양루역은 북쪽에서 남쪽으로 7호선, 2호선, 상하이 자기부상, 16호선이 지난다. 2호선·7호선역은 지하 섬식 승강장, 16호선역은 고가 쌍섬식 승강장, 상하이 자기부상역은 고가 스페인식 승강장으로 2호선과 16호선 승강장 사이에 있다. 건설 중인 18호선이 이번 역을 지나면 5선 환승역이 된다.

### 승강장 구조
| 3F                       |                                           |                                                       |  |
| 상대식 승강장, 하차 전용 |                                           |                                                       |  |
| B궤도                    | → ■자기부상 푸둥 국제공항 방면(시·종착역) |                                                       |  |
| 상대식 승강장, 승차 전용 |                                           |                                                       |  |
| A궤도                    | → ■자기부상 푸둥 국제공항 방면(시·종착역) |                                                       |  |
| 상대식 승강장, 하차 전용 |                                           |                                                       |  |
|                          |                                           |                                                       |  |
| ①번 승강장               | → ■16호선 디수이후 방면(화샤중루)         |                                                       |  |
| 섬식 승강장              |                                           |                                                       |  |
| ②번 승강장               | → ■16호선 디수이후 방면(뤄산루)           |                                                       |  |
| ③번 승강장               | → ■16호선 디수이후 방면(화샤중루)         |                                                       |  |
| 섬식 승강장              |                                           |                                                       |  |
| ④번 승강장               | → ■16호선 디수이후 방면(화샤중루)         |                                                       |  |
| 2F                       | 16호선 대합실                             | 10-12출구, 고객 센터, 자동 매표기, 수동 서비스 카운터 |  |
| 2F                       | 자기부상열차 대합실                       | 1-3출구, 고객 센터, 자동 매표기, 수동 서비스 카운터   |  |
| 1F                       | 2호선 대합실                              | 1-6출구, 고객 센터, 자동 매표기, 수동 서비스 카운터   |  |
| B1                       | 7호선 대합실                              | 7-9출구, 고객 센터, 자동 매표기, 수동 서비스 카운터   |  |
| B1                       | ← ■2호선 쉬징둥 방면(스지공원)            |                                                       |  |
| B1                       | 섬식 승강장                               |                                                       |  |
| B1                       | → ■2호선 푸둥 국제공항 방면(장장가오커)   |                                                       |  |
| B2                       |                                           | ← ■7호선 메이란후 방면(팡화루)                        |  |
| B2                       | 섬식 승강장                               |                                                       |  |
| B2                       | → ■7호선 화무루 방면(시·종착역)           |                                                       |  |

### 2호선·7호선
룽양루역 7호선 부분은 가장 가까운 곳에 위치하고 있으며, 2개의 출구가 설치되어 있다. 2호선과 7호선 대합실 사이에는 2개의 통로가 설치되어 있다.

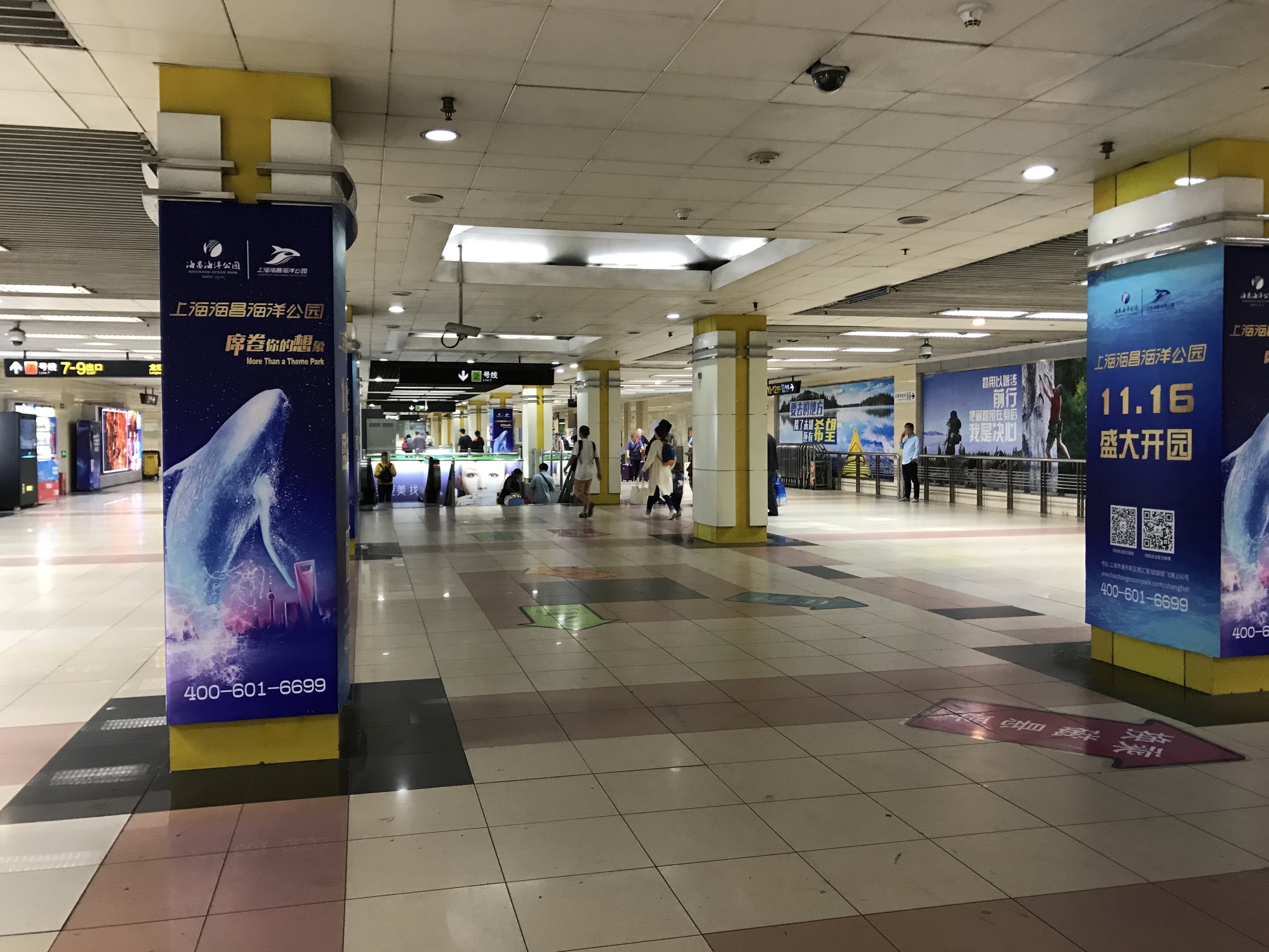
2호선 대합실
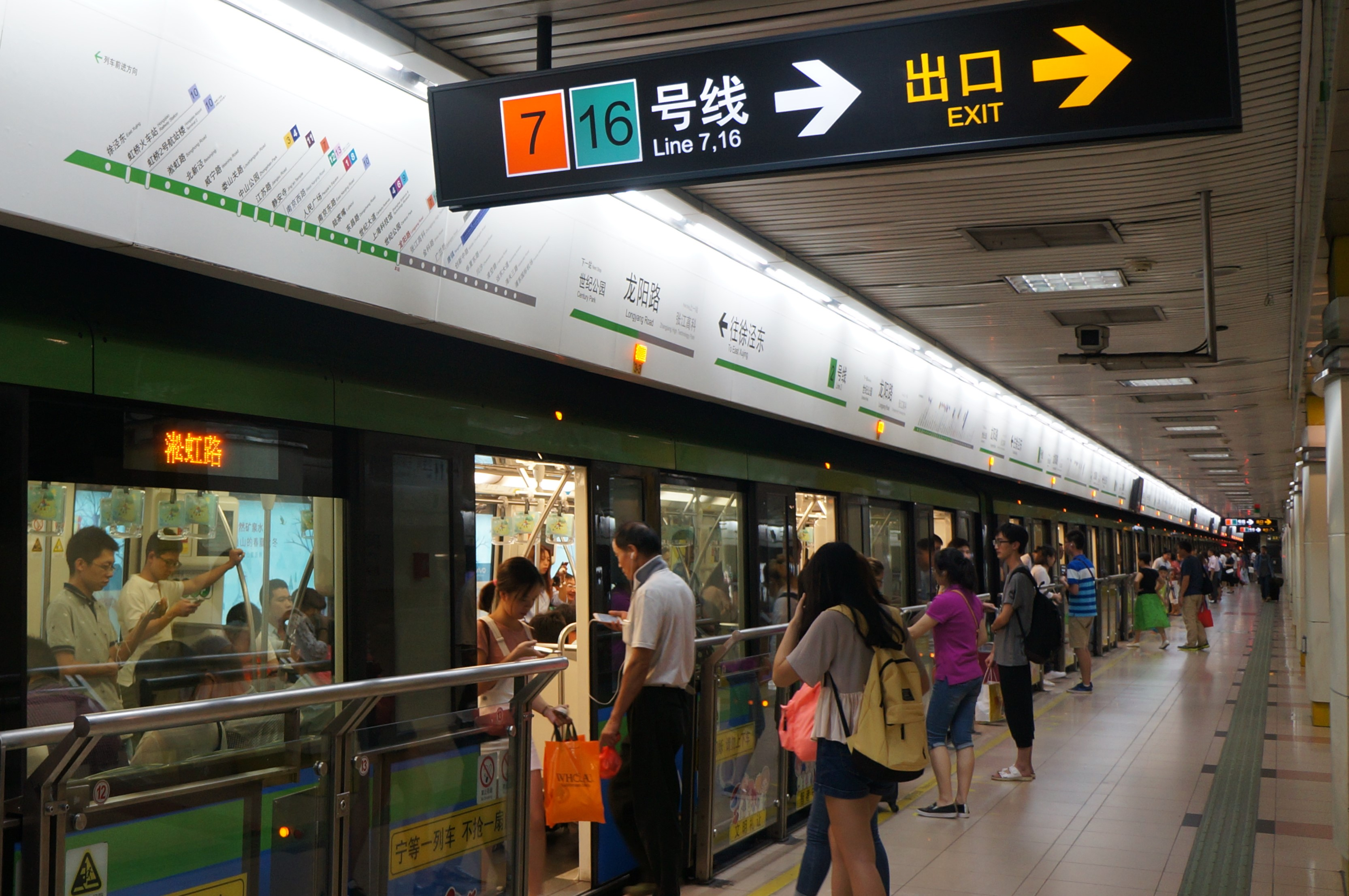
2호선 쉬징둥 방면 승강장
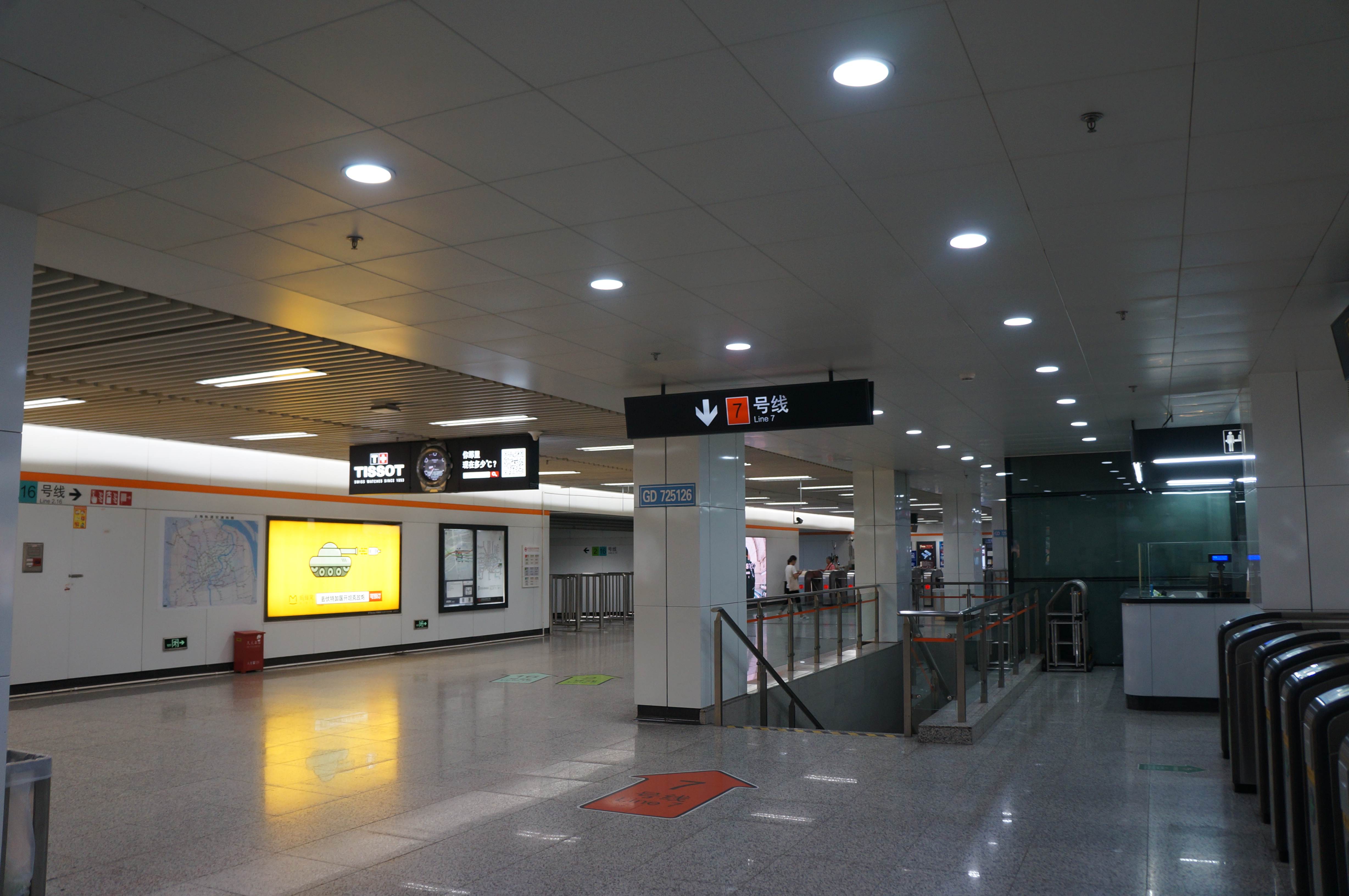
7호선 대합실
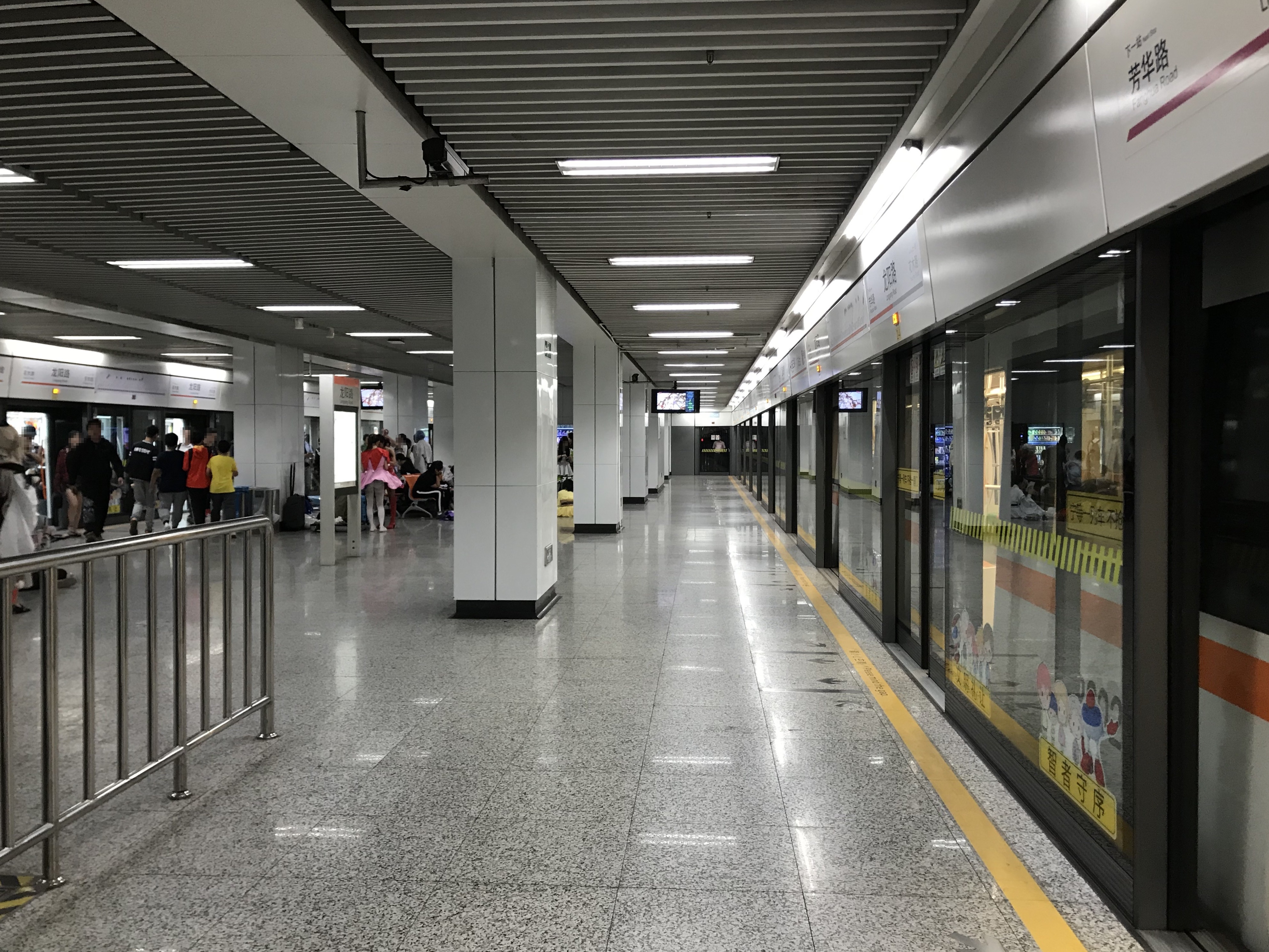
7호선 승강장
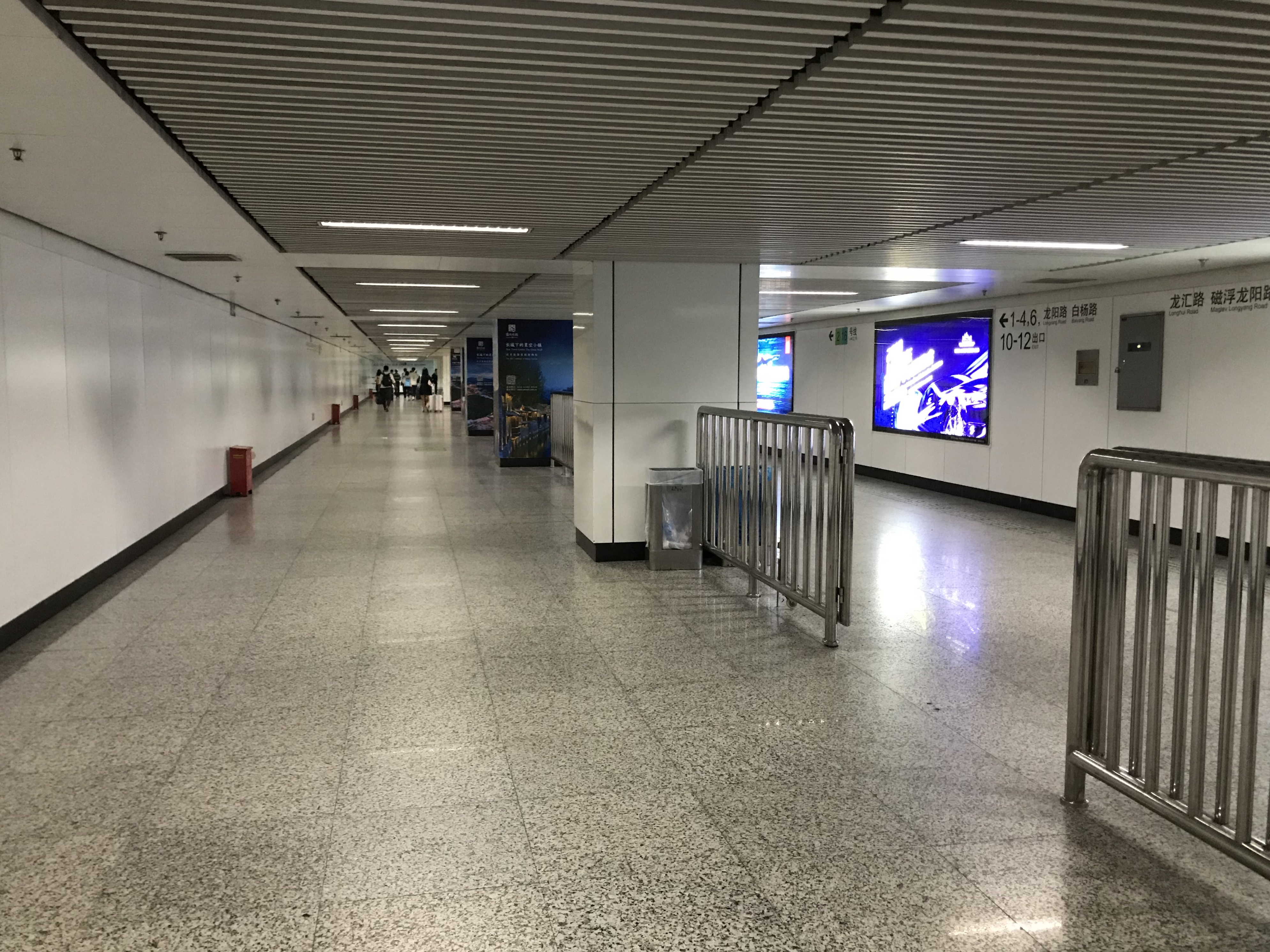
2·7호선 환승통로

### 16호선
16호선 룽양루역은 231여m의 고가역이다. 승강장은 3층 높이의 투명막 32개와 80개로 구성된 필름 구조의 천장으로 덮여 있다. 각 승강장마다 에스컬레이터 및 계단 3조, 승강기 1조가 연결되어 있다.
16호선 룽양루역에는 2개의 섬식 승강장이 있으며 열차는 주로 2번 승강장과 3번 승강장을 교대로 사용하므로 역이 승객의 흐름을 통제할 수 있다. 또한 16호선의 “대규모역 열차(大站车)”는 승객이 가장 많이 몰리는 시간대에 주로 2개의 승강장에서 정차한다.

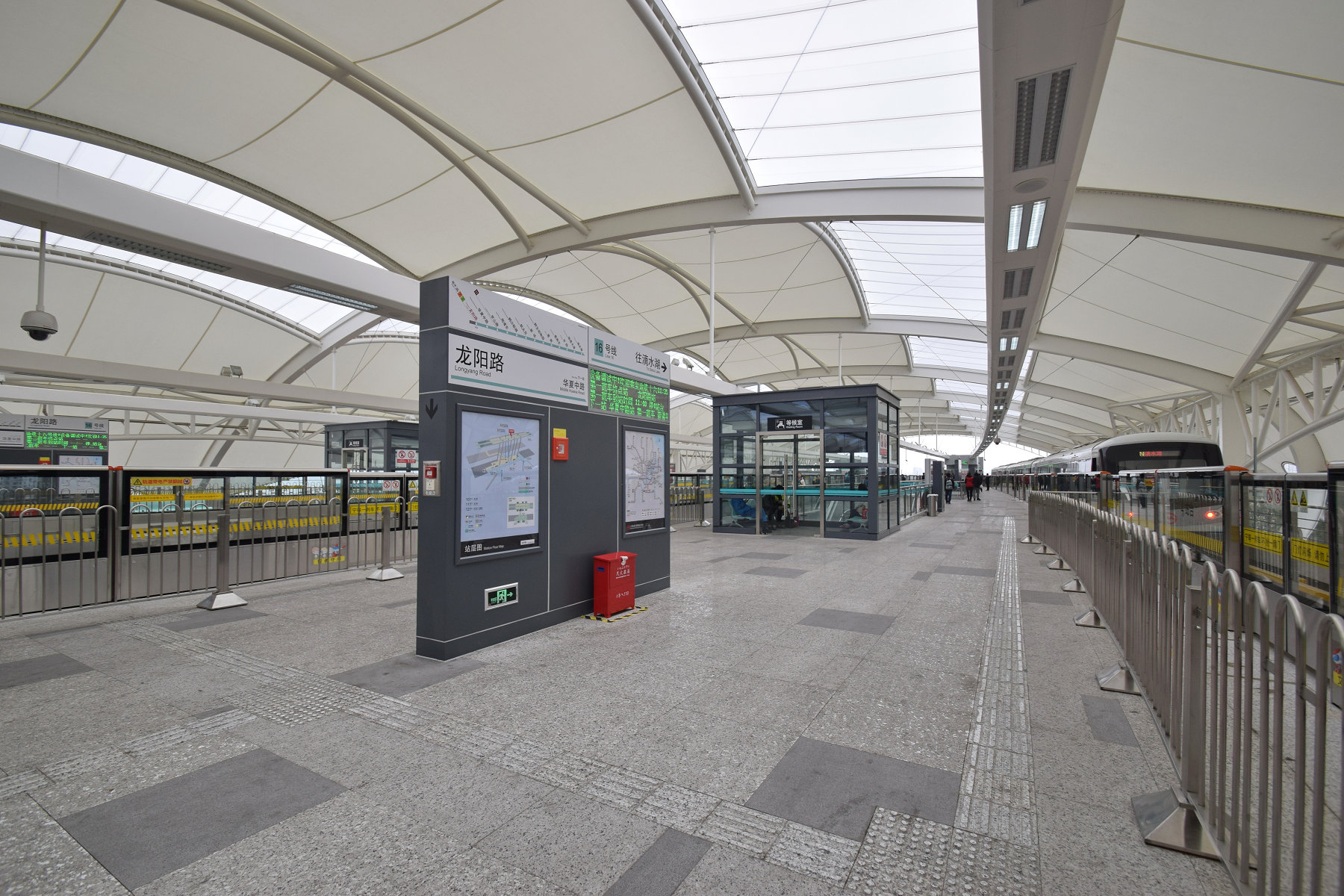
16호선 승강장

고가역인 자기부상 룽양루역은 승강장이 고가 빔에 위치하여 원호 모양의 천장으로 둘러싸여 있다.상하이 자기부상교통과학기술관은 이 역 바로 아래에 있다.

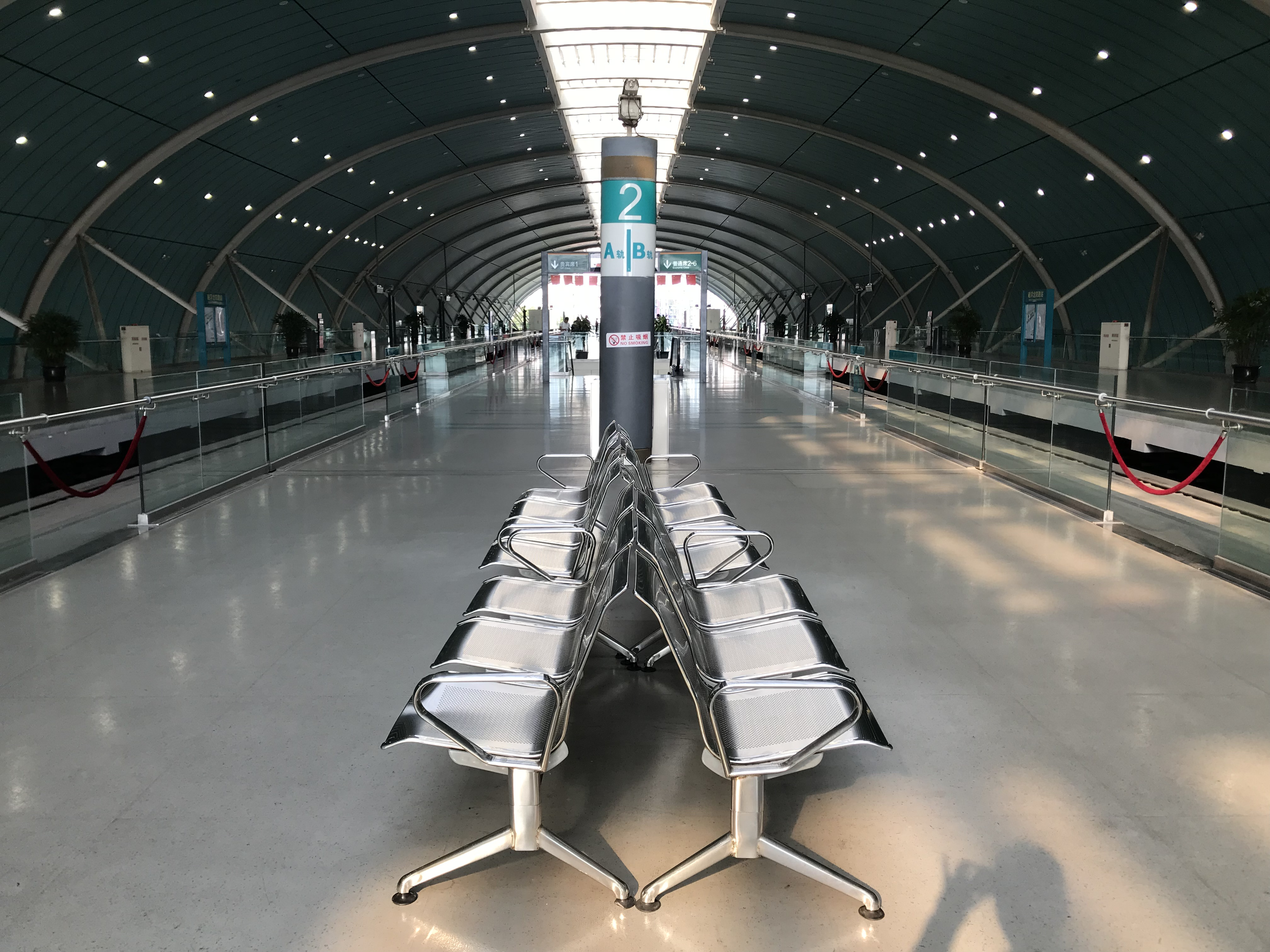
자기부상 승강장

### 환승
16호선 대합실과 2호선 대합실 사이에는 2개의 환승통로가 있으며 환승동선은 반시계방향이다. 서쪽 고가도로는 16호선 서쪽 대합실과 2호선 대합실과 5번출구를 연결하는 길이 70m의 통로로 도보 5~6분 정도가 소요되고, 자기부상역사 도보 3분 거리에 환승도 가능하다. 다른 노선은 자기부상역사로 환승할 때 역을 나가야 한다.
향후 18호선 승강장과 16호선 승강장 사이에 3개의 통로가 설치된다.

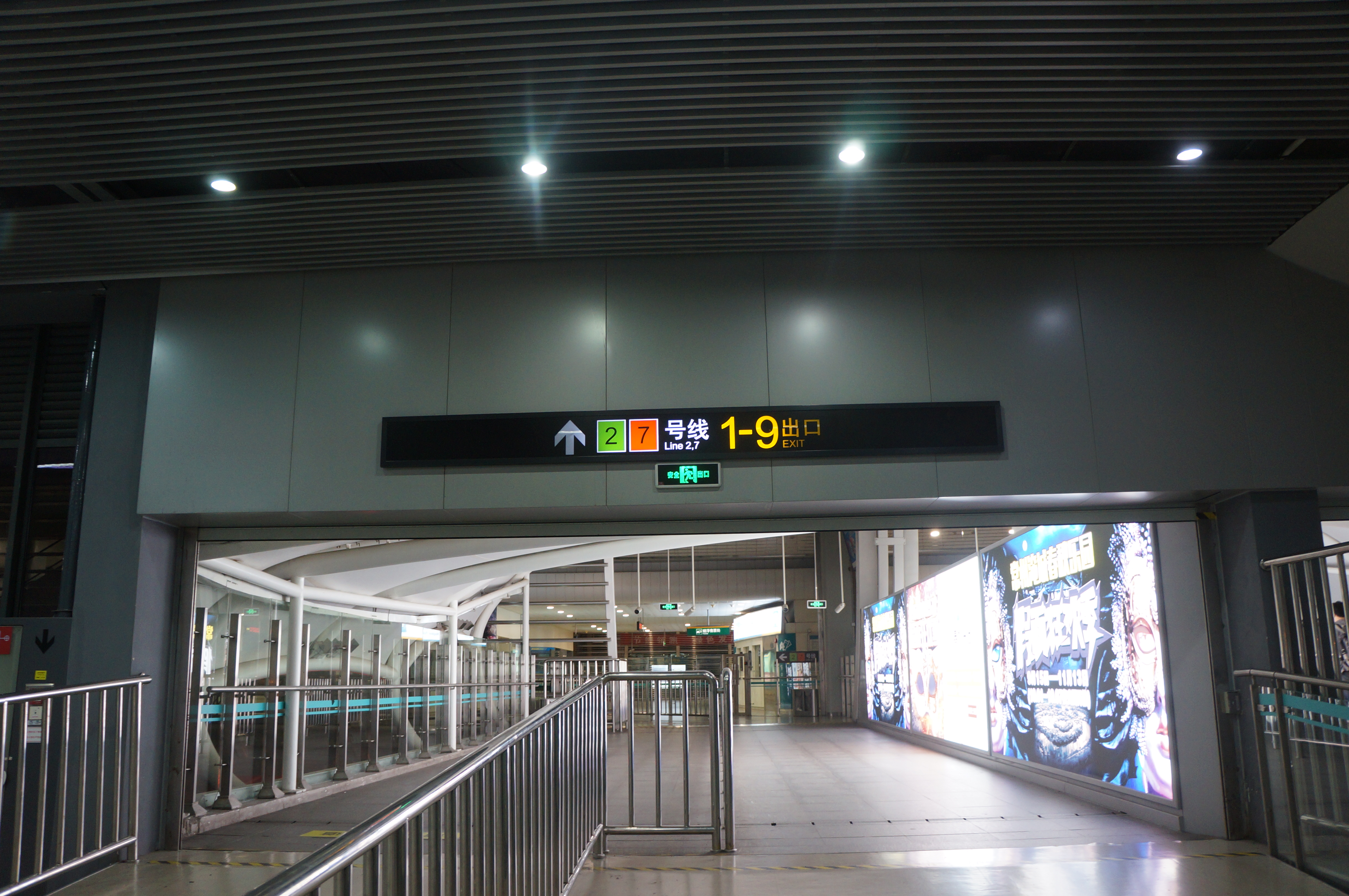
환승통로

## 출구
| 관할 노선 | 출구        | 위치                                            | 비고                                |
| --------- | ----------- | ----------------------------------------------- | ----------------------------------- |
| ■2호선    | 1번 출구    | 2호선 역사 북측 남부，룽양로 남，바이양로 동    | 진입전용                            |
| ■2호선    | 구 2번 출구 | 2호선 역사 북측 동부, 룽양로 남, 룽후이로 서    | 현재 2호선·7호선 환승통로(6번 출구) |
| ■2호선    | 2번 출구    | 2호선 역사 북측 동부                            | 룽양광장과 연결                     |
| ■2호선    | 3번 출구    | 2호선 역사 남측 동부, 룽양로 남, 룽후이로 서    | 仅供进站                            |
| ■2호선    | 구 4번 출구 | 2호선 역사 남측 동부                            | 현재 16호선·2호선 환승통로          |
| ■2호선    | 4번 출구    | 2호선 역사 남측 동부, 구 4번 출구 서측          | 진입전용                            |
| ■2호선    | 구 5번 출구 | 2호선 역사 남측 남부, 룽양로남, 바이양로 동     | 현재 2호선·16호선 환승통로          |
| ■2호선    | 6번 출구    | 2호선 역사 북측 동부, 구 2번 출구 서측          | 진입전용                            |
| ■7호선    | 구 6번 출구 | 7호선 역사 남측 동부, 룽양로남, 룽후이로 서     | 현재 2호선·7호선 환승통로           |
| ■7호선    | 7번 출구    | 7호선 역사 남측 남부, 룽양로남, 바이양로 동     |                                     |
| ■7호선    | 8번 출구    | 7호선 역사 북측 , 룽양로 북, 바이양로 동        |                                     |
| ■7호선    | 9번 출구    | 7호선 역사 북측 , 룽양로 북, 윈샤오로 서        |                                     |
| ■16호선   | 10번 출구   | 16호선 역사 북측                                | 진입전용                            |
| ■16호선   | 11번 출구   | 16호선 역사 남측 동부, 룽후이로 북              |                                     |
| ■16호선   | 12번 출구   | 16호선 역사 남측 남부, 룽후이로 북, 바이양로 동 | 향후 16호선·18호선 환승통로가 됨    |
| ■자기부상 | 1번 출구    | 도로 명칭 없음                                  | (2호선 3번 출구 인근)               |
| ■자기부상 | 2번 출구    | 도로 명칭 없음                                  | (2호선 3번 출구 인근)               |
| ■자기부상 | 3번 출구    | 도로 명칭 없음                                  | (16호선 10번 출구 인근)             |

## 연결 교통

### 버스 교통
581, 798, 975, 976, 989, 1013로, 다차오6선(大桥六线), 공항5선(机场五线), 푸둥 공항(浦东机场)수항반선（야간 23:00 이후 운영, 이 역에는 하차전용, 승차불가), 푸둥11로, 푸둥28로, 룽후이 전용선, 룽다 전용선, 룽둥 전용선, 룽강 급행선, 룽난딩반선(龙南定班线), 화무2로